# Food Money
Food Money, född 2 mars 2008 i Crete i Illinois, död september 2022 i Kopparberg, var en amerikanskfödd varmblodig travhäst, som tävlade i Sverige. Han tränades av sin ägare och skötare Thomas Jezek, verksam vid Lindesberg travbana. Han kördes oftast av Ulf Ohlsson eller Jennifer Tillman. I början av karriären kördes han av Mercedes Balogh.
Food Money började tävla hösten 2013 och tog första segern i den tredje starten. Till och med oktober 2019 sprang han in 3,4 miljoner kronor på 69 starter, varav 19 segrar, 10 andraplatser och 9 tredjeplatser. Han tog karriärens största segrar i Silverdivisionens final (november 2014), Gulddivisionens försök (november 2015, januari 2016) och Gösta Nordins Lopp (2017).
Han gick under smeknamnet "Blockethästen" eftersom hans tränare och ägare Thomas Jezek i maj 2012 köpte honom på Blocket för 12 500 kr.
Food Money innehade det absoluta banrekordet på Tingsrydtravet med tiden 1.09,8. Rekordet sattes i ett sprinterlopp över 1609 meter den 18 augusti 2019 tillsammans med kusken Peter Ingves. Rekordet slogs 16 augusti 2020 av både Heart of Steel och Monark Newmen som i samma lopp sprang på 1.09,3.